# Leiodes hybrida
Leiodes hybrida – gatunek chrząszcza z rodziny grzybinkowatych i podrodziny Leiodinae.
Gatunek ten opisany został po raz pierwszy w 1845 roku przez Wilhelma Ferdinanda Erichsona pod nazwą Anisotoma hybrida.
Chrząszcz o ciele długości od 3 do 3,5 mm, owalnym w zarysie, błyszczącym, o ubarwieniu słomkowobrunatnym do ciemnobrunatnego. Głowa ma nadustek odgraniczony od drobno i gęsto punktowanego czoła oraz czułki o ostatnim członie znacznie węższym od poprzedniego i niewiele dłuższym niż szerszym. Najszersze w połowie długości przedplecze ma rzadziej i silniej od głowy punktowaną powierzchnię, łukowate i obrzeżone krawędzie boczne, zaokrąglone kąty tylne i prostą krawędź tylną. Na pokrywach znajduje się po dziewięć rządków większych punktów. Międzyrzędy są punktowane bardzo delikatnie z wyjątkiem nielicznych większych punktów na nieparzystych z nich. Na bokach pokryw obecna jest mikrorzeźba w postaci ukośnych bruzdek łączących punkty, na ich środku brak takowej. Zarówno boki, jak i podgięcia pokryw pozbawione są szczecinek. Między biodrami odnóży drugiej pary bierze swój początek niska i bardzo łagodnie ku przodowi opadająca listewka. Stopy przedniej i środkowej pary zbudowane są z pięciu nieco rozszerzonych członów. Golenie przedniej pary są wąskie, tylnej pary zaś u samicy są proste, a u samca cechują się łukowatym zakrzywieniem. Odnóża tylnej pary mają czteroczłonowe stopy.
Owad o borealno-górskim typie rozsiedlenia. Bytuje na skrajach lasów, polanach, porębach i w dolinach wód płynących. 
Gatunek palearktyczny, europejski, podawany z Francji, Niemiec, Austrii, Włoch, Szwecji, Finlandii, Polski, Czech i Słowacji. W Fennoskandii znany z pojedynczych stanowisk. W Polsce stwierdzony został na Wyżynie Krakowsko-Częstochowskej, Górnym Śląsku i w Sudetach.